# Wereldkampioenschap rally in 1989
Het Wereldkampioenschap rally in 1989 was de zeventiende jaargang van het Wereldkampioenschap rally (internationaal het World Rally Championship), georganiseerd door de Fédération Internationale de l'Automobile (FIA).